# Gannia monticola
Gannia monticola är en insektsart som beskrevs av Jacobi 1910. Gannia monticola ingår i släktet Gannia och familjen dvärgstritar. Inga underarter finns listade i Catalogue of Life.